# Mahdi Torabi
Mahdi Torabi (pers. ‏مهدی ترابی‎; ur. 10 września 1994 w Karadżu) – irański piłkarz grający na pozycji pomocnika. Od 2024 roku jest zawodnikiem Teraktor Sazi Tebriz.

## Życiorys
Jest wychowankiem Saipy Karadż. Do seniorskiego zespołu tego klubu dołączył w 2012 roku.
W reprezentacji Iranu zadebiutował 11 czerwca 2015 w wygranym 1:0 meczu z Uzbekistanem. W 46. minucie wszedł do gry, zmieniając Masuda Szodża’i, a w 90. minucie strzelił bramkę na 1:0.